# Deindorf (Wernberg-Köblitz)
Deindorf ist ein Ortsteil der oberpfälzischen Marktgemeinde Wernberg-Köblitz im Landkreis Schwandorf des Regierungsbezirks Oberpfalz im Freistaat Bayern.

## Geografie
Der landwirtschaftlich geprägte Ort lag früher unmittelbar an der alten Prager Straße nach Böhmen. Etwa 5 Kilometer östlich von Wernberg wurden nach dem Naabübergang bei Deindorf die Höhen des Oberpfälzer Waldes erreicht. Heute führt die Autobahn unmittelbar nördlich am Ort vorbei.

## Etymologie
Der Name Deindorf mit seinem frühesten Nachweis Timendorf ist derzeit ungeklärt. Denkbar ist ein Personenname Timo. Die Verdorfung im Namen weist auf gezielten Landesausbau. Denkbar ist auch eine Analogie mit Theuern bei Amberg aus dessen Erstnennung. Hans Frank unterstellt für diesen Ort einen Personennamen Tiuro, der Teure (mhd. Tiure=teuer). Nachdem dort seit dem frühen 12. Jahrhundert ein Geschlecht der Theuerner (Tewern, Tewrn) ansässig war, ist auch eine etwas entfernter liegende Tochtersiedlung nicht ausgeschlossen.
Wenn man der These der Ortsnamenverbindung zwischen der mittleren Oberpfalz und Niederösterreich folgt, dann wäre die analoge Namensableitung für Teimdorf bei Essling heranzuziehen. Dort wird als Basis der slawische Personenname Tiemo unterstellt.
Bei der in der Nähe liegenden, abgegangenen Siedlung Salhartsreut liegt ein Rodungsname mit Kopplung eines Personennamens nahe. Die Herkunft des Namens der ebenfalls in der Nähe liegenden abgegangenen Siedlung Vielfreß ist ungeklärt.

## Geschichte
Deindorf dürfte schon im 11. Jahrhundert entstanden sein, als Siedler ausgehend vom Naabtal die Höhen entlang der Straßen nach Osten erschlossen. Treibende Kräfte waren König, Adel und Ministerialen, später dann Klöster, wie z. B. das Kloster Waldsassen. Seit dem 13. Jahrhundert lässt sich die Zollstätte Waidhaus an der böhmischen Grenze nachweisen. Mehrere abgegangene Orte liegen im Umkreis wie Salhartsreut, Thann und Vielfreß. Für den Einfluss der Regensburger Bischöfe und Klöster spricht die wohl erste urkundliche Nennung mit Merebot de Timendort in den Traditionen des Klosters Regensburg Obermünster um 1120–1130. Noch 1191 taucht in einer Kopie des 14. Jahrhunderts Timendorf in den Traditionen des Klosters Ensdorf auf. 1280 findet sich der Ortsname Tewerndorf als leuchtenbergischer Besitz, der damals 5 Lehen umfasste. 1343 wurde die Siedlung Thundorf bezeichnet, 1360 Teindorf, 1396/99 Teymdorf, 1408 Teimdorf und ab 1452 Deindorf.
Eine wichtige Rolle in der mittleren Oberpfalz spielten die Landgrafen von Leuchtenberg. Mehrfach wurden durch sie Deindorfer Abgaben gestiftet: 1360 wurde durch sie ein Hof in Deindorf zur Pfreimder Pfarrkirche gestiftet. Nach einem „verneuerten“ Salbuch der „St. Sigmunds-Brudermess“ in Pfreimd (heutige Friedhofskirche) aus dem Jahr 1597 folgt, dass bereits viel früher dort eine „Brudermess-Stiftung“ bestanden haben muss. Teil dieser Stiftung waren damals die Einkünfte aus dem gesamten Zehent von Deindorf.
Wie das gesamte erweiterte Luhegebiet gehörte Deindorf seit frühester Zeit zum Sprengel der Großpfarrei Luhe. Mit der Pfarreigründung von Michldorf wurde Deindorf dieser Pfarrei zugeordnet. Ein Kaplan versorgte wöchentlich die kirchlichen Dienste in den Dörfern. Mit der Pfarreigründung in Glaubendorf wurde Deindorf in der zweiten Hälfte des 16. Jahrhunderts der neuen Pfarrei zugeordnet. Zwischen 1715 und 1717, kurz nach dem Ende des Spanischen Erbfolgekrieges wurde die Kirche St. Leonhard an der Stelle einer früheren Antonius-Kapelle neu errichtet.
Auf Basis des Gemeindeediktes vom 23. Juni 1818 wurde Deindorf als Ruralgemeinde aus den Dörfern Deindorf und Kötschdorf sowie dem Weiler Alletshof und der Einöde Trad innerhalb des späteren Landgerichts und Bezirksamtes Vohenstrauß gebildet.
Als der sogenannte Regenkreis des Königreichs Bayern 1830 geographisch und statistisch beschrieben wurde, fanden sich im Kirchdorf Deindorf 13 Häuser mit 80 Einwohnern.
Mit Wirkung vom 1. Januar 1926 wurde die Gemeinde Deindorf vom Bezirksamt Vohenstrauß abgetrennt und dem Bezirksamt Nabburg zugeteilt. Mit der Gebietsreform wurde die Gemeinde Deindorf zuerst ab 1. Januar 1971 in die Gemeinde Glaubendorf eingegliedert und ging dann zusammen mit Glaubendorf ab 1. Mai 1978 in der Großgemeinde Wernberg-Köblitz auf.